# Большая Амзя (река)
Большая Амзя — река в России, протекает по Еловскому и Бардымскому районам Пермского края. Устье реки находится в 23 км по левому берегу реки Тулва. Длина реки составляет 55 км, площадь водосборного бассейна 333 км². В 35 км от устья принимает слева реку Уймуж.
Исток находится в Еловском районе, в западной части Тулвинской возвышенности, на западных склонах горы Ореховая (265 м НУМ) в 3 км к северу от села Плишкари и в 9 км к юго-востоку от райцентра, села Елово. Хотя всего в 6 км к северо-западу от истока Большой Амзи протекает Кама (Воткинское водохранилище), от неё верховья Большой Амзи отделены холмистым хребтом, что приводит к тому, что Большая Амзя течёт сначала на юго-восток, а затем на северо-восток, в сторону долины Тулвы. В верхнем течении также обозначается как Амзя. Высота устья — 100,9 м над уровнем моря.
В среднем течении перетекает в Бардымский район. На реке стоят сёла и деревни Плишкари, Тойкино (Еловский район); Акбаш, Кудаш, Куземьярово, Чувашаево (Бардымский район). Притоки — Бакин, Олота, Мингер, Большой Юкшур, Кошкур, Уймуж (левые); Озынбулвн, Усаклы, Самаед, Багырлы, Сарабай (правые). Ширина в среднем и нижнем течении 10-15 метров. Впадает в Тулву напротив села Усть-Тунтор.

## Данные водного реестра
По данным государственного водного реестра России относится к Камскому бассейновому округу, водохозяйственный участок реки — Кама от Камского гидроузла до Воткинского гидроузла, речной подбассейн реки — бассейны притоков Камы до впадения Белой. Речной бассейн реки — Кама.
Код объекта в государственном водном реестре — 10010101012111100014912.